# 湖南球孢虫
湖南球孢虫（学名：Sphaerospora hunanensis）为球孢虫科球孢虫属的动物。在中国，分布于湖南等，营寄生生活，寄生在鲫的鳃。
其种加词“hunanensis”意为“湖南的”。